# A Tribuna
A Tribuna é um jornal da Baixada Santista. Faz parte do Grupo Tribuna, que conta com a TV Tribuna (afiliada à Rede Globo), o G1 Santos e Região, o ge Santos e Região, a rádio Tri FM e o portal A Tribuna. É o único jornal do Brasil com uma seção diária voltada especificamente para o setor portuário, com destaque para o noticiário do Porto de Santos, o maior do País. Cobre notícias sobre cidades, atualidades, ciência e saúde, empregos e concursos, economia, natureza, polícia, política, turismo, esportes, variedades, cultura e variedades, gastronomia, games e tecnologia, comportamento e eventos, cinema e televisão, resumos das novelas e programação da TV, horóscopo, palavras cruzadas e sudoku, além de previsão do tempo, tábua de marés e câmera ao vivo.

## História
O jornal pertenceu à Tribuna do Povo. Circula desde 1894 e está entre os mais antigos do país. Desde a sua fundação, sua redação ocupou o prédio histórico da rua João Pessoa nº 129, que possui uma sirene no alto que tradicionalmente era acionada ao meio dia.
Em 25 de junho de 2018, muda se para o Tribuna Square (na mesma sede da TV Tribuna e que também abriga a Tri FM) no número 350 da mesma rua João Pessoa ganhando uma nova redação integrada com outros veículos do grupo.
Em 1° dezembro de 2024, passou a ser impresso no formato Berliner, seguindo a tendência de outros jornais brasileiros.

## Prêmios

### Prêmio ExxonMobil de Jornalismo
- 2009: Esso especial interior, concedido a Suzana Fonseca e Tatiana Lopes, com o "Caso Alessandra"[2]

### Prêmio Vladimir Herzog
Prêmio Vladimir Herzog de Jornal
| Ano  | Obra             | Veículo de mídia             | Autor          | Resultado |
| ---- | ---------------- | ---------------------------- | -------------- | --------- |
| 2010 | "Crimes de maio" | Jornal a Tribuna (Santos-SP) | Renato Santana | Venceu    |